# Serrat de Villaró (Olius)
El Villaró és una muntanya de 907 metres que es troba al municipi d'Olius, a la comarca del Solsonès. Al cim podem trobar-hi un vèrtex geodèsic (referència 273098001).